# Збройні сили Естонії

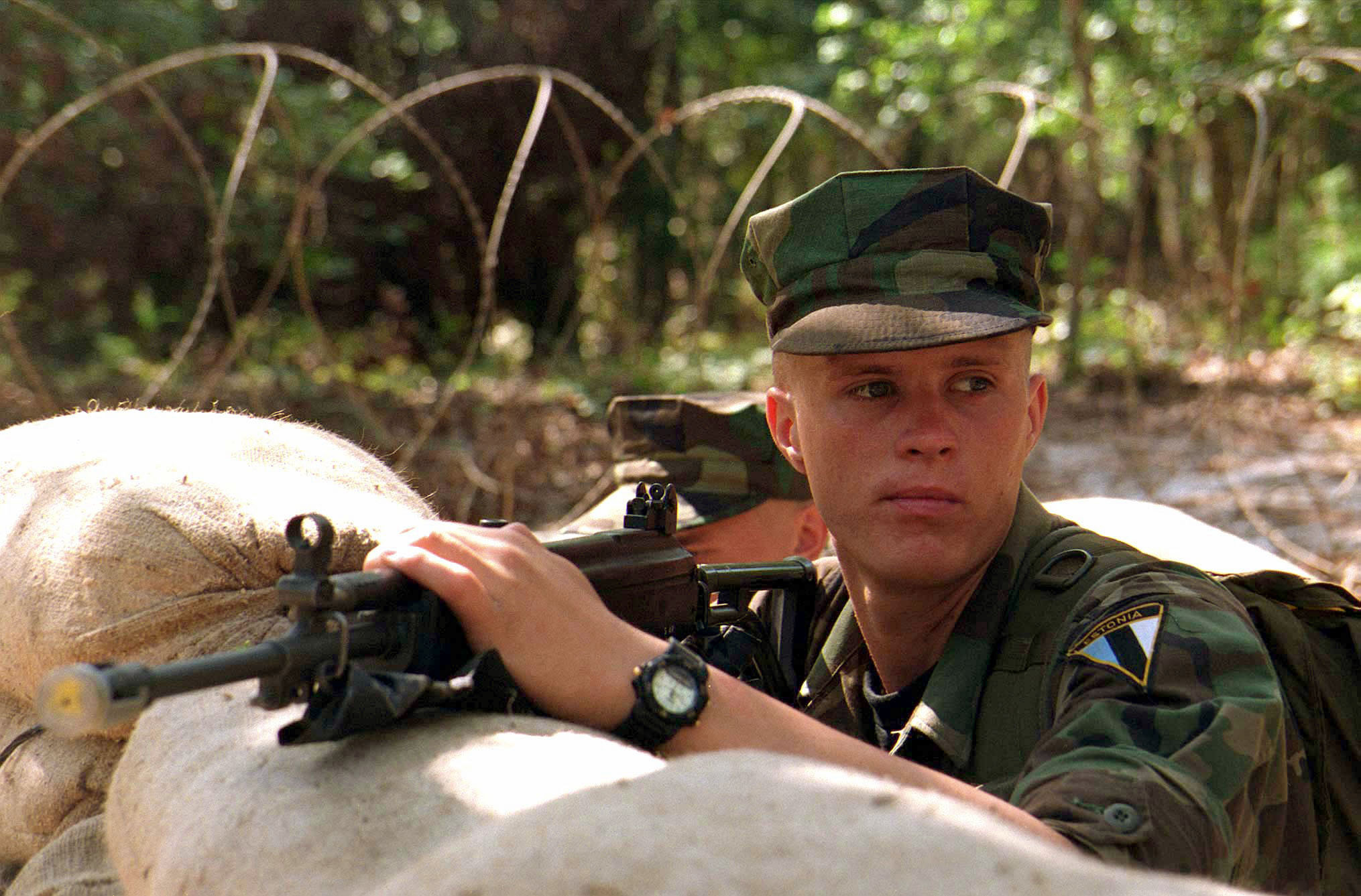
Естонський солдат

Збро́йні Си́ли Есто́нії (ест. Eesti Kaitsevägi), які офіційно називаються Оборонними силами Естонської Республіки, було створено під час Визвольної війни 1918–1920 рр.

## Історія
До 1927 року тривалість військової служби становила 2 роки. У 1927 році парламент прийняв закон про військову повинність, відповідно до якого військовозобов'язаними вважалися усі чоловіки у віці від 17 до 55 років. Дійсна військова служба тривала 12 місяців у піхоті, артилерії і кавалерії, в інших родах військ — 18 місяців.
Оборонні сили мали у своєму складі дві основні частини: кадрові збройні сили (сухопутні війська, повітряні та морські сили) і добровільну військову організацію «Кайтселійт». Сухопутні війська до початку 1940 року мали 2 піхотні полки, 13 окремих піхотних батальйонів, 1 кавалерійський полк, 6 артилерійських груп (до 200 польових гармат), 4 протитанкові роти (50 гармат).
До початку Другої світової війни чисельність усієї армії сягала майже 17 тис. осіб, з них 1500 офіцерів та 2400 кадрових унтер-офіцерів. У воєнний час країна мала спроможність мобілізувати 147 тис. осіб. Військова організація «Кайтселійт» мала 13 дружин.

### Бронетанкові війська
1 полк бронепоїздів (10 потягів), 1 автотанковий полк (40 танків і бронеавто), батальйон зв'язку, інженерно-саперний батальйон. Усі військові частини були зведені у 4 дивізії.

### Військово-повітряні сили
Військово-повітряні сили Естонії складалися з 3 авіаційних дивізіонів, в яких нараховувалися близько 100 літаків, та зенітно-артилерійського полку.

### Військово-морські сили
Військово-морські сили мали у своєму складі 2 дивізіони кораблів та морську фортецю. У ВМС нараховувалося 2 підводних човни, 1 торпедний катер, 2 мінних тральщики, 2 мінних загороджувача, сторожеві та допоміжні катери, а також 13 батарей берегової і 1 зенітної артилерії.
До 1940 року в Естонії діяли ефективна поліцейська система, нечисленна, але добре навчена армія і цивільна гвардія (організація «Кайтселійт»), яка нараховувала 60 тис. осіб. Усі ці сили були розпущені після анексії країни Радянським Союзом, а їхній командний склад репресований.
Починаючи з 1941 року, відтворюється естонське військо, що стає під знамена боротьби з СРСР. Так, були утворені сухопутні батальйонні тактичні групи та дивізії, окремі війська СС, допоміжна поліція.

## Сучасний стан
Восени 1991 року, після відновлення незалежності, Естонія приступила до створення системи внутрішньої безпеки й оборони. Оборонні сили Естонської Республіки у мирний час можна також поділити на дві частини: Оборонні війська, які мають у своєму складі сухопутні війська, повітряні та морські сили, і Кайтселійт.
Оборонні витрати Естонської Республіки здійснюються за рахунок державних субсидій з Держбюджету. Військові витрати складають близько 2% бюджету. Естонія активно бере участь у миротворчій діяльності ООН і регіональних організацій. 1994 Естонія приєдналася до програми НАТО «Партнерство заради миру».
Очолює державну оборону Президент Естонії, при ньому діє Рада державної оборони — дорадчий орган, який складається з голови Рійгікогу, прем'єр-міністра, командуючого Оборонними силами, міністрів оборони, внутрішніх справ та іноземних справ, голови комісії Рійгікогу з питань оборони. Державним центральним виконавчим органом, який здійснює оборонну політику естонської держави, є Міністерство оборони. Його основні завдання — фінансування та матеріально-технічне забезпечення Оборонних військ, а також розробка нормативних актів, необхідних для впровадження в життя державної оборонної політики. Командуючому Оборонними військами підпорядкований вищий орган оперативного військового управління — Головний штаб.
Оборонні війська комплектуються на основі 20-ї статті Закону про військову службу. Відповідно до цього закону, усі чоловіки, громадяни Естонії, у віці з 17 до 27 років зобов'язані пройти строкову військову службу у військах. Її тривалість не повинна перевищувати 12, але і не бути меншою від 8-ми місяців. Конституція передбачає військову повинність, але включає й альтернативну службу для осіб, які відмовляються служити в армії з релігійних та інших міркувань або переконань. З числа військовослужбовців строкової служби комплектуються деякі окремі частини Міністерства внутрішніх справ: прикордонна охорона, рятувальні підрозділи.
Чисельність Оборонних сил, за даними 1999 року, становила 5,8 тис. осіб, з них сухопутних військ — 5,2 тис., ВПС — 250 осіб, ВМС — 350 осіб. Сьогодні до складу Оборонних сил входять 8 батальйонів: окремі Тартуський, Пярнуський, Калевський, Віруський, Купер'яновський піхотні батальйони, окремий батальйон зв'язку, окремий сторожовий батальйон, батальйон тилового забезпечення, артилерійська група, зенітний дивізіон, Центр миротворчих операцій, Талліннська гарнізонна комендатура з окремими частинами та підрозділами.
Підготовка кадрів для Оборонних сил здійснюється в Балтійському коледжі оборони, в об'єднаних навчальних військових закладах Оборонних військ: вище військове училище, технічне училище, офіцерські курси удосконалення, школа бойової підготовки Оборонних військ.
На озброєнні ВМС Естонії знаходяться мінні тральщики «Сулєв», «Калєв», «Олєв», допоміжні кораблі «Ахти» і «Лайне». З 1998 кораблі ВМС Естонії входять до Балтійської Військово-морської Ескадри.
Завданням ВПС є організація і проведення радіолокаційного спостереження за повітряним простором Естонії, а також обмін подібною інформацією з Латвією і Литвою у рамках балтійського проекту. Літаки Ан-2, Вілга-35 та вертольоти Мі-2 забезпечують транспортну та рятувальні операції Оборонних військ. З 2004 для захисту повітряного простору трьох балтійських країн використовуються літаки Балтійської Повітряної Поліції країн-учасників НАТО, що почергово по 4 місяці базуються на базах у Литві та Естонії.
Кайтселійт — державна збройна громадська організація, до складу якої входять добровільні члени союзу та професійні військові. «Кайтселійт» формується на добровільних засадах, його членом може стати будь-який громадянин Естонії старший 17 років. Організація складається з 17 дружин, загальною чисельністю 8,1 тис. осіб, а також жіночих та молодіжних організацій (4 тис. осіб). Загальна чисельність «Кайтселійт» з усіма організаціями — близько 13 тис. осіб.
Крім сухопутних військ, ВМС та ВПС в Естонії створена морська прикордонна служба, служба безпеки (внутрішня і прикордонна).
3 вересня 2018 року контррозвідка Естонії затримала офіцера Генерального штабу Збройних сил Естонії майора Дениса Метсаваса, що звинувачується у передачі секретної оборонної інформації російському Головному розвідувальному управлінню.
2018 року за результатами оголошеного міжнародного тендеру на закупівлю автоматичних гвинтівок для естонської армії Державний центр оборонних інвестиції міністерства оборони Естонії переможцем стала компанія Lewis Machine & Tool Company (LMT) зі США. Незабаром буде підписано угоду на поставку 16 тис гвинтівок впродовж 2019-2021 років. Вартість угоди – 22 млн євро. Угодою передбачаються також додаткові замовлення до 2026 року. Міжнародний тендер був оголошений у липні 2017 року. Ним передбачено закупівлю автоматичних гвинтівок калібрами 7,62х51 мм та 5,56х45 мм, що використовуються в країнах НАТО. 
На фінальному конкурсі з програмою випробувань дістались три компанії: Lewis Machine & Tool Company (LMT), SIG Sauer, Heckler & Koch зі зразками калібру 5,56 х 45 мм – LMT MLCPS, SIG Sauer МСХ та Heckler & Koch НК416, та в калібрі 7,62 х 51 мм – LMT CQBMWS, SIG Sauer SIG716G2 DMR та Heckler & Koch НК417.
У 2023 році після початку російського вторгнення в Україну в 2022 році Міністр оборони Естонії Ханно Певкур направив на погодження проєкт рішення про збільшення особового складу ЗС у випадку запровадження воєнного часу на понад 20 000 осіб.

## Прикордонна охорона
Естонська прикордонна охорона була заснована 1 листопада 1922 року. Відновлена у вересні 1990 року. Того ж року був прийнятий закон про економічний кордон. Основними законами, які регулюють діяльність прикордонної охорони, є прийняті 30 червня 1994 року «Закон про державний кордон» і «Закон про прикордонну охорону».
Завданнями прикордонної служби є охорона державного кордону на суходолі і на морі. З 1995 року прикордонники займаються також пошуковими та рятувальними операціями на морі. Департамент прикордонної охорони, який входить до складу Міністерства внутрішніх справ, має у своєму складі 8 прикордонних районів, 49 прикордонних «кордонів» (застав), 42 прикордонних пункти, окремий дивізіон прикордонних кораблів та прикордонний повітряний загін. На озброєнні знаходяться 11 сторожових кораблів, 24 катери і 35 моторних човна.
Естонська прикордонна служба має угоди про співробітництво з Фінляндією, Російською Федерацією і Латвією. Прикордонників готують у навчальному центрі в Нарва-Йиесуу та вищому військовому училищі. Особовий склад прикордонників нараховує близько 2,8 тис. осіб.

## Поліція
Днем створення поліції в Естонській Республіці вважається 12 листопада. З відновленням незалежності Парламент країни 20 вересня 1990 року прийняв Закон про поліцію, до якого у 1993 були внесені зміни та доповнення. 14 травня 1991 року Рійгікогу прийняв Закон про проходження служби в поліції. Зараз до складу естонської поліції входять: карний відділ, відділ охорони громадського порядку, центральна кримінальна поліція, охоронна поліція, центр судової експертизи та криміналістики. Згідно з адміністративним поділом, на території Естонської Республіки діє 17 префектур поліції. Освіту естонські поліцейські отримують в Поліцейському коледжі Академії внутрішньої оборони та Поліцейській школі в Пайкузі. Особовий склад поліції Естонії нараховує приблизно 4,1 тис. осіб.

## Командувачі ЗС Естонії
1. Йохан Лайдонер (1918-1920, 1924-1925, 1934-1940)
2. Густав Іонсон (1940)
3. Яан Майде (1944)
4. Александр Айнсельн (1993-1995)
5. Йоханнес Керт (1996-2000)
6. Аарн Ермус (2000) в.о.
7. Тармо Кюц (2000-2006)
8. Антс Лаанеотс (2006-2011)
9. Ріго Террас (2011-2018)
10. Мартін Херем (з 2018)